# Gossaigaon
Gossaigaon è una suddivisione dell'India, classificata come town committee, di 13.267 abitanti, situata nel distretto di Kokrajhar, nello stato federato dell'Assam. In base al numero di abitanti la città rientra nella classe IV (da 10.000 a 19.999 persone).

## Geografia fisica
La città è situata a 26° 26' 60 N e 89° 58' 0 E e ha un'altitudine di 49 m s.l.m.

## Società

### Evoluzione demografica
Al censimento del 2001 la popolazione di Gossaigaon assommava a 13.267 persone, delle quali 6.974 maschi e 6.293 femmine. I bambini di età inferiore o uguale ai sei anni assommavano a 1.697, dei quali 898 maschi e 799 femmine. Infine, coloro che erano in grado di saper almeno leggere e scrivere erano 10.044, dei quali 5.738 maschi e 4.306 femmine.